# Temehu
Temehu és el nom d'una de les dues tribus en què estaven dividits els libis cap al 2000 aC. Atès el costum d'ornar-se el cap amb plomes d'estruç, hom s'ha aventurat a identificar-los amb els nasamons de les fonts grecoromanes.
El 1962 aC va fer una expedició contra ells el faraó d'Egipte Amenemhet I.